# Жлобин
Жло́бин (біл. Жлобін) — місто Гомельської області Білорусі, на березі Дніпра, на мальовничому Поліссі.
Жлобин розташований у Придніпровській низовині. Висота над рівнем моря — 142 м. Клімат континентальний.

## Історія
Найдавніші залишки поселень, виявлені археологами в околицях Жлобина, відносяться до початку другого тисячоліття до нашої ери.
У VI—IX століттях ці місця, які були населені Балтськими племенами, почали обживати слов'яни — дреговичі і радимичі.
Перша згадка про Жлобин відноситься до 1492 року, під назвою «Хлепень». Належав Хадакевичам. У ті часи воєн між Великим князівством Литовським і Московською державою (1654–1667) місто було князівським замком з земляним валом і дерев'яними стінами з вежами. У липні 1654 року спалено військами Івана Золотаренка.
У 1793 році землі Жлобинщини увійшли до складу Російської імперії.
Темпи розвитку міста багато в чому визначили будівництва Лібаво-Роменської (1873) і Петербурзько-Одеської (1902–1916) залізниць.

Герб Ходкевичей («гриф з мечем»)
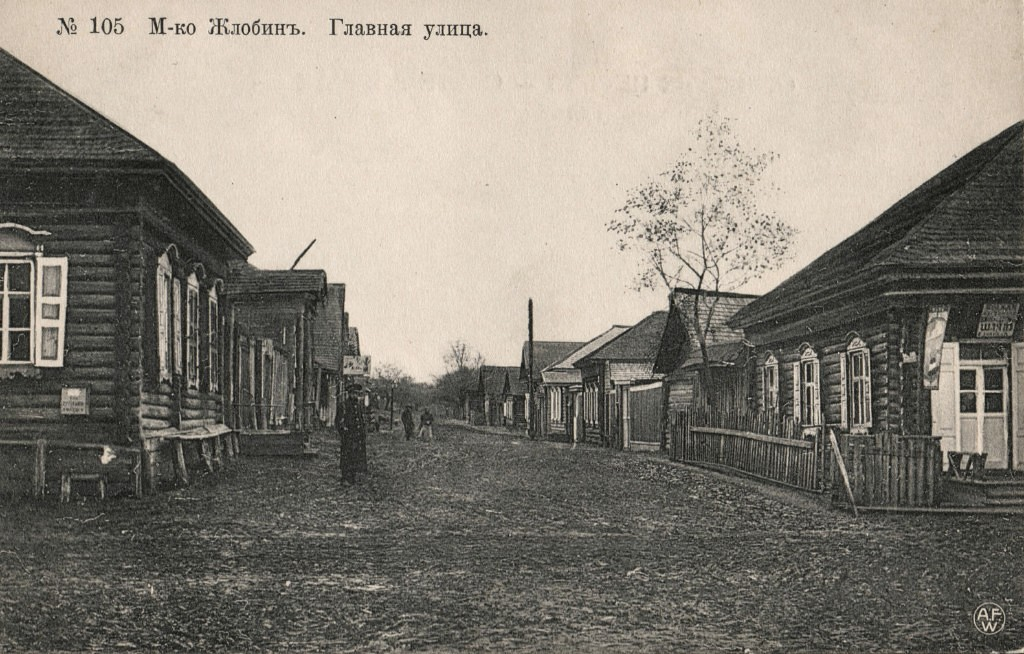
Головна вулиця (1905)
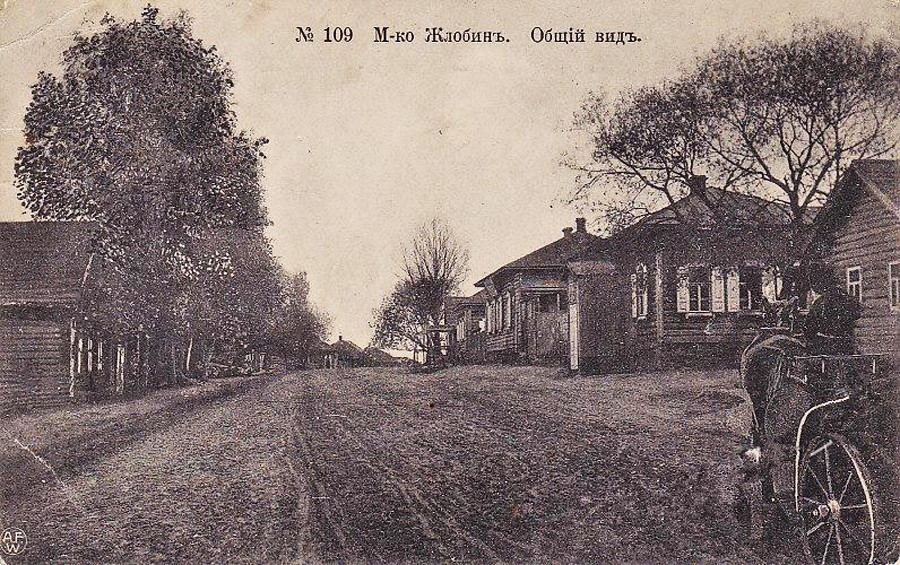
Жлобин (1915)

Інтенсивний розвиток міста відноситься до середини 70-х років коли почали роботу ОРМЗ — великий ремонтно-механічний завод в системі Белсельстроя, завод «Світло» — виробництво оптико-механічних, виробів. гігант — Білоруський металургійний завод.

## Соціальна сфера
У місті 14 загальноосвітніх шкіл, металургійний технікум, профтехучилище № 143, Вища технічне училище № 187, у Жлобині функціонують: школа мистецтв, музична школа, госпрозрахунковий дозвільний центр. Парк культури та відпочинку, зоопарк, Палац культури Металург "на 820 місць, кінотеатр на З00 місць, Будинок культури на 270 місць, 5 бібліотек, історико-краєзначий музей. У місті — 5 лікарень на 940 ліжко-місць, 6 поліклінік на 1040 відвідувань в день, 7 аптек . В Жлобині 3 плавальних басейни, Палац спорту, аероклуб, секція спортивних мотоциклів, школа велоспорту, льодовий палац, аквапарк.
Основне підприємство — Білоруський металургійний завод (БМЗ), ВАТ «БелФА».

## Транспорт
Жлобинський залізничний вузол включає станції: Жлобин-Пасажирський, Жлобин-Сортувальний, Жлобин-Північний, Жлобин-Західний та Жлобин-Подільський.
Через місто проходить магістральний автошлях M5 E271 Мінськ — Гомель та автошлях республіканського значення Р149 Жлобин (від М5) — Свєтлогорськ (до Р82).

## Спорт
У місті базується хокейний клуб «Металург» (Жлобин).

## Персоналії
- Каверзін Н. А. (1898—1950), режисер, театральний діяч
- Капустін Олександр Петрович — Член Спілки письменників Білорусі, член Спілки журналістів Білорусі. Друкуватися почав у 1943 р. Перша збірка прози під назвою «Суд йде» вийшов у 1959 р., Після цього вийшли збірки «Суд вирашиу» (1975 р.), «Скажу праўду» (1979 р.), «Биць людини» (1981 р., «На хвалячи Няви» (1992 р.) та ін.

### Уродженці
- Аріель Шламо-Залман (1895—1970) — ізраїльський письменник, редактор ізраїльських енциклопедій
- Агранов Вульф Йосипович (1918—1995) — радянський український і білоруський художник театру і кіно
- Шехтман Микола Абрамович (* 1936) — російський вчений в області лексикології та семантики, доктор філологічних наук.

## Галерея

Краєвиди міста
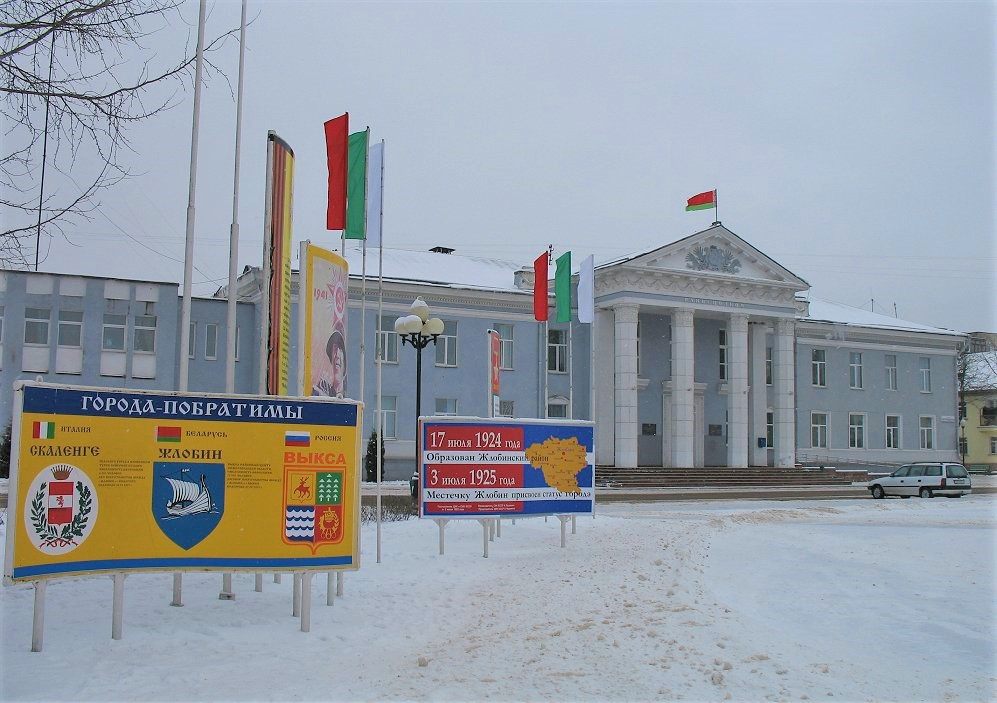
Будинок місцевої адміністрації
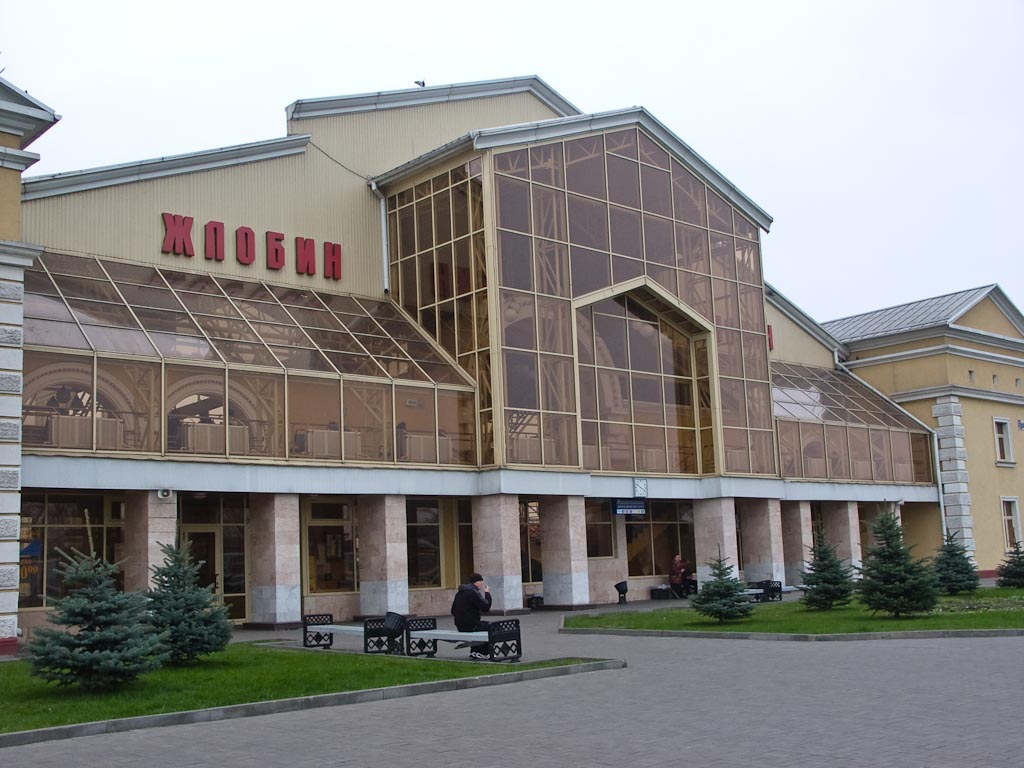
Вокзал станції Жлобин-Пасажирський
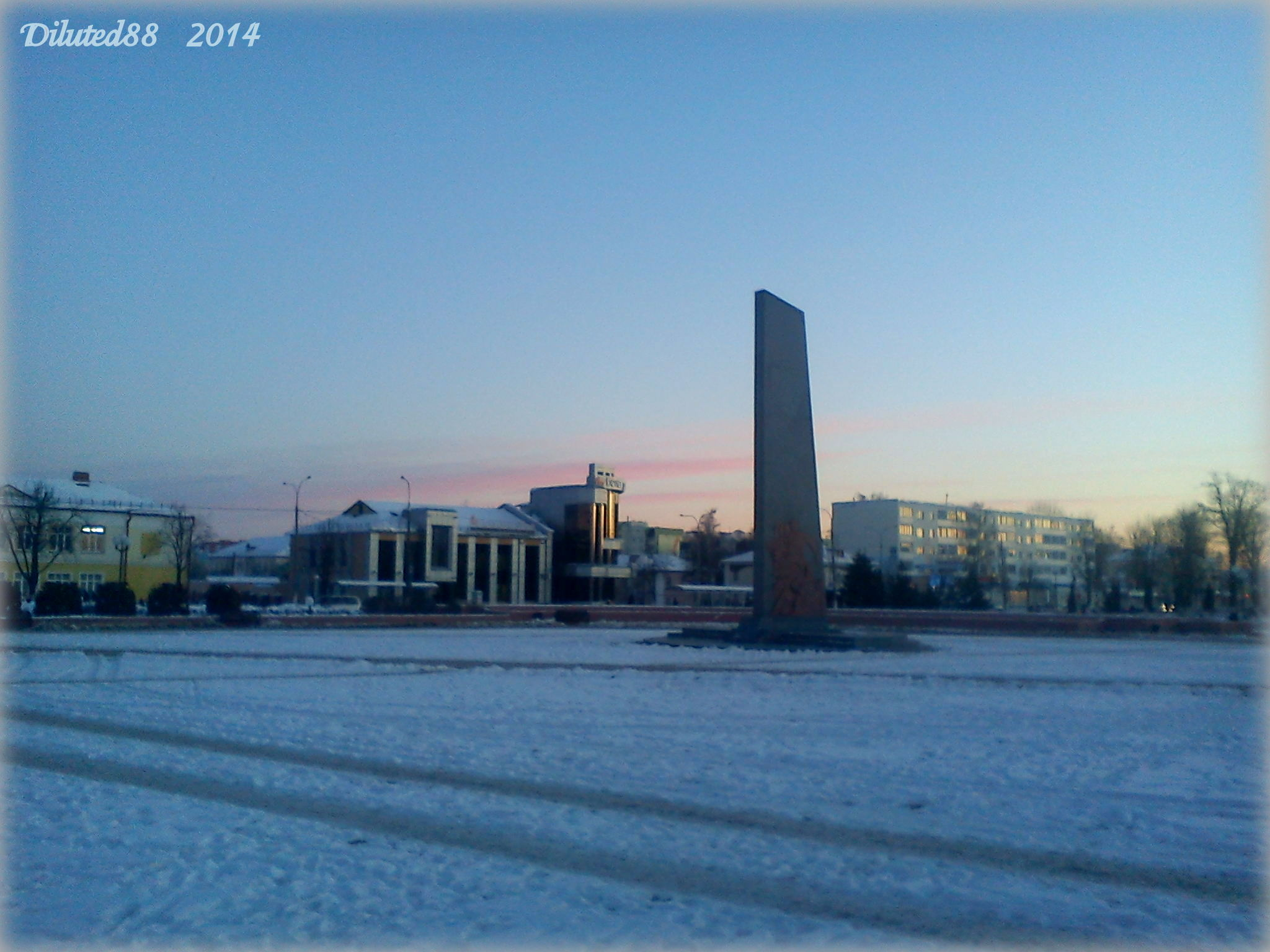
Площа Визволення
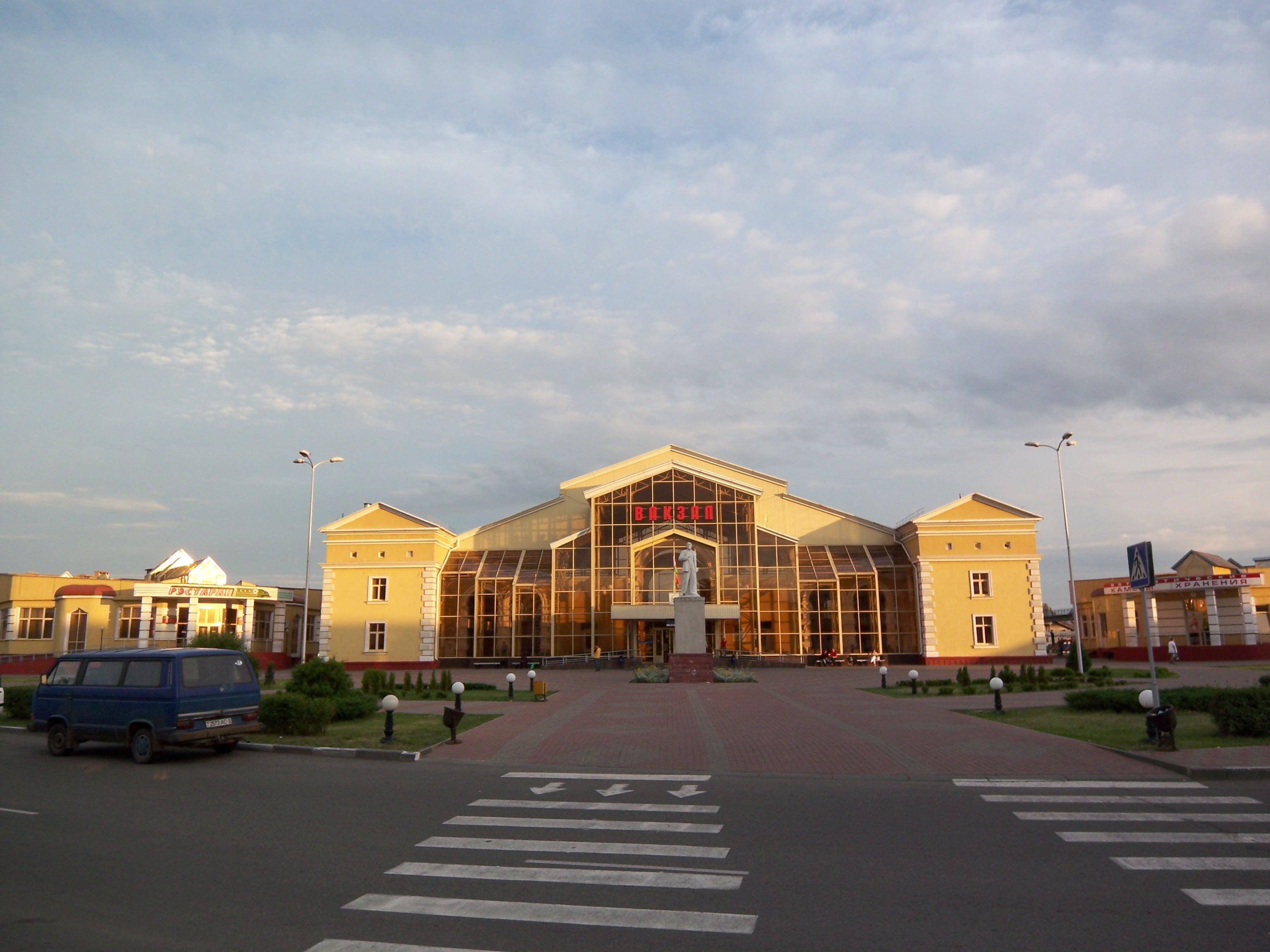
Привокзальна площа
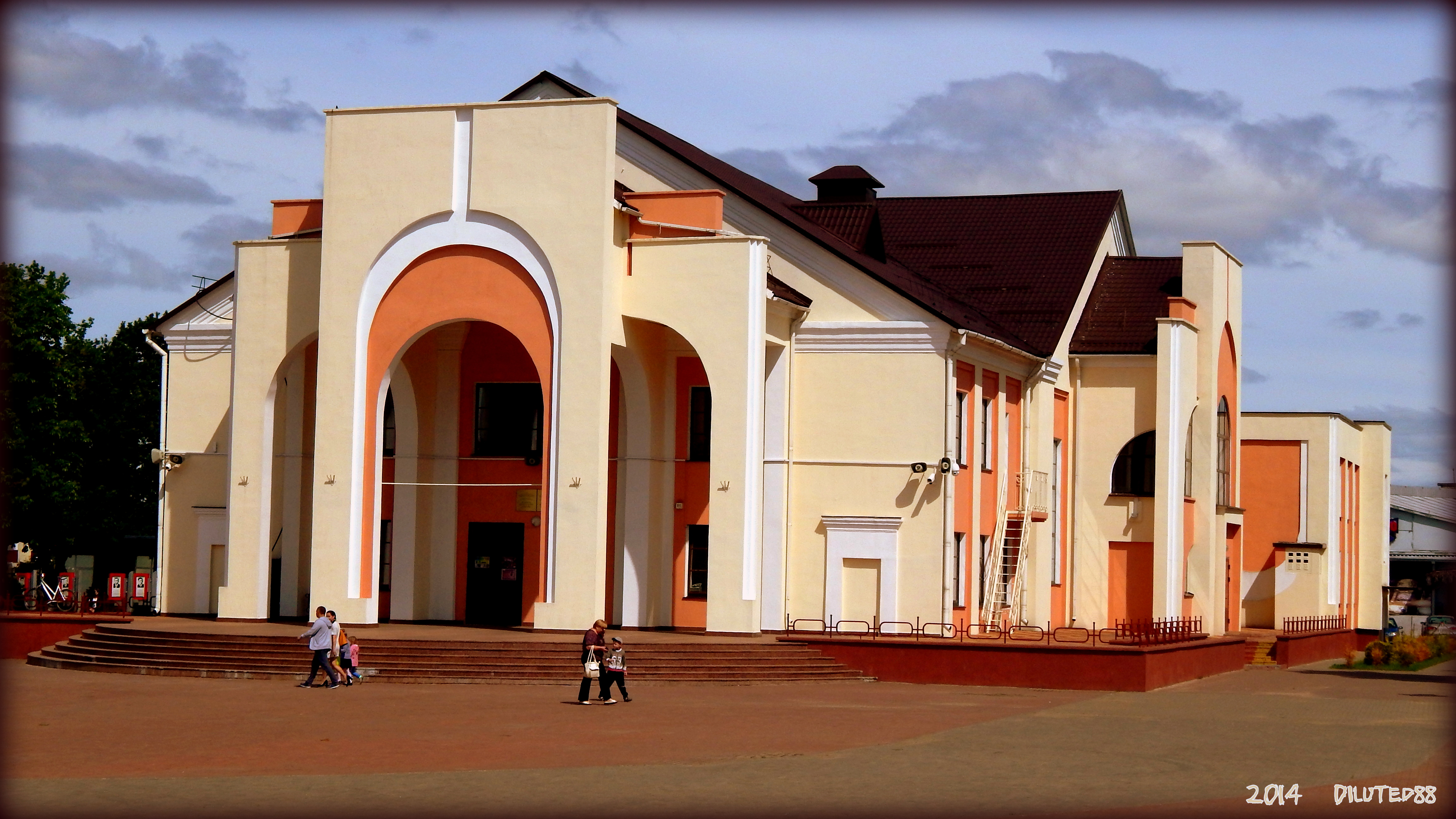
Міський центр культури
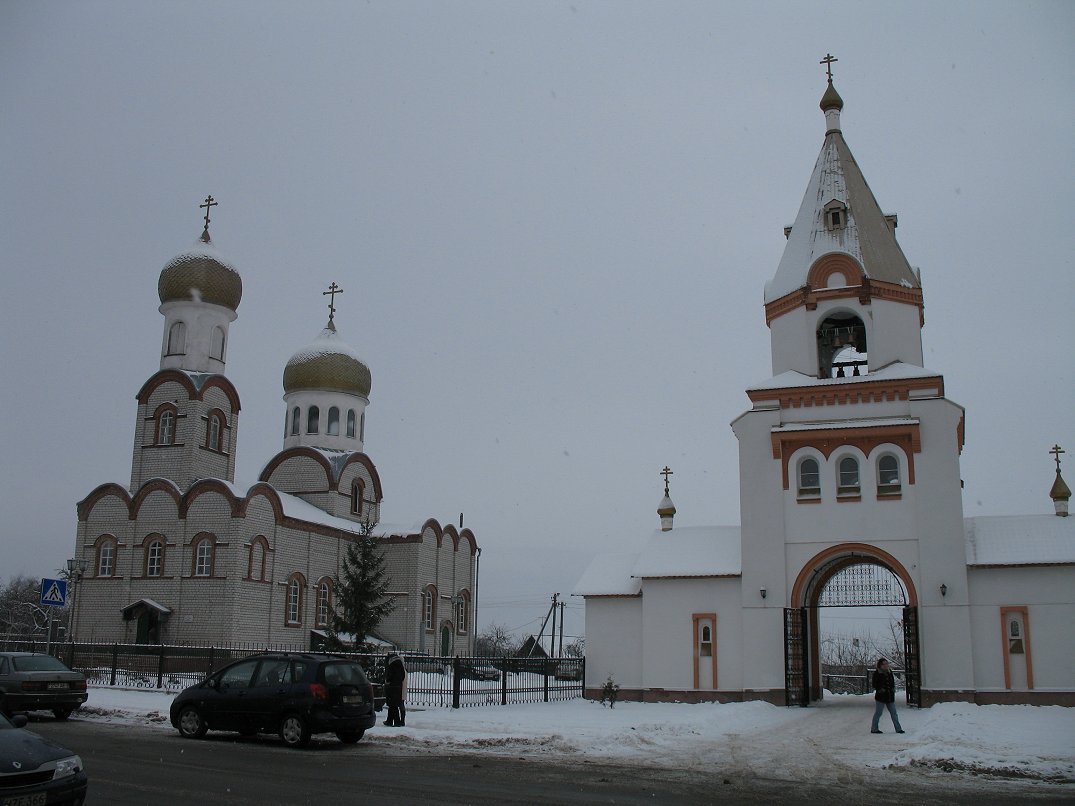
Православна церква